# Hodschatoleslam
Hodschatoleslam (persische Aussprache von arabisch حجة الإسلام Huddschat al-Islām, DMG ḥuǧǧatu'l-islām ‚Beweis des Islam‘) ist ein islamischer Gelehrtentitel, der heute vor allem im Bereich der Zwölfer-Schia Verwendung findet.
Der Titel wurde zunächst im sunnitischen Islam verwendet, und zwar für den aschʿaritischen Gelehrten Ghazzali (1058–1111).
In der Titel-Rangordnung der modernen Zwölfer-Schia ist Hodschatoleslam oberhalb der Titel Fādil und ʿAllāma und unterhalb von Ajatollah angesiedelt. Die Titel entsprechen dabei bestimmten Stufen im Ausbildungssystem der Hawza. Den Titel Hodschatoleslam erhalten die Studenten, die bereits Teile der obersten Ausbildungsstufe (chāridsch) abgeschlossen haben und Studierende der mittleren sutūh-Stufe unterrichten. In der Chāridsch-Stufe bearbeiten die Studenten eigenständig religiöse Themen und befassen sich vor allem mit islamischer Rechtstheorie (uṣūl al-fiqh). Sobald sie die chāridsch-Ausbildungsstufe abgeschlossen und die Befähigung zum Idschtihād erhalten haben, werden sie als Hodschatoleslam wa-l-muslimīn bezeichnet.
Bekannte Inhaber des Titels Hodschatoleslam wa-l-muslimīn sind zum Beispiel Mohammad Chatami, Mehdi Karroubi und der iranische Präsident Hassan Rohani.
Wenn sich ein Hodschatoleslam durch die Abfassung eigener Traktate und Rechtsgutachten sowie durch den Unterricht auf chāridsch-Niveau hervorgetan und außerdem bereits einige Anhänger (muqallidūn) um sich versammelt hat, dann kann er den Ajatollah-Titel erhalten. Ali Chāmene’i, der vor seinem Amtsantritt als iranischer Revolutionsführer den Rang eines Hodschatoleslam innegehabt hatte, wurde nach dem Tod von Ajatollah Chomeini von der Regierungspresse theologisch höhergestuft und fortan Ajatollah betitelt. Diese Höherstufung wird von der Mehrzahl orthodoxer Kleriker bis heute nicht anerkannt.